# Tkaničnice atlantská
Tkaničnice atlantská je paprskoploutvá ryba vyskytující se v teplých mořích po celém světě.

## Popis
Má stříbrně zbarvené tělo dlouhé až dva metry, dosahuje váhy kolem pěti kilogramů a může se dožít patnácti let. Typickými znaky jsou velké oči, ostré zuby, hřbetní ploutev táhnoucí se od hlavy až k ocasu a dlouhý, tenký, na konci roztřepený ocas. Je dravá, žije převážně v hloubce a v noci vystupuje k hladině. Pro své kvalitní maso s minimem kostí je předmětem rozsáhlého komerčního lovu. Na Azorských ostrovech je místní specialitou pod jménem peixe-espada (ryba-meč, podle výrazně protáhlého tvaru).